# Natalia Belokhvostikova
Natalia Belokhvostikova (en russe : Наталья Николаевна Белохвостикова), aussi connue sous le nom Natacha Belokhvostikova ou Natalya Belokhvostikova, est une actrice soviétique puis russe, née le 28 juillet 1951 à Moscou.

## Biographie
Natalia Belokhvostikova est la fille du diplomate soviétique Nikolaï Belokhvostikov (1918-1984). Née à Moscou, elle passe les cinq premières années de sa vie en Angleterre où son père est alors affecté. Elle apparaît pour la première fois à l'écran dans le film biographique de Marc Donskoï Cœur de mère, - consacré à Maria Alexandrovna Oulianova - dont le tournage se passe à Stockholm en 1965. Elle entre ensuite à l'Institut national de la cinématographie dans la classe de Sergueï Guerassimov qui lui offre également les rôles dans plusieurs de ses films. Ainsi, elle joue face à Vassili Choukchine dans le drame Près du lac (1969), pour lequel elle sera récompensée par le prix d'État de l'URSS.
Diplômée en 1971, Natalia Belokhvostikova devient actrice de Gorki Film Studio jusqu'en 1975. À partir de 1976, elle travaille au Théâtre national d'acteur de cinéma.
Une grande popularité lui vient avec le rôle de Mathilde de la Mole dans l'adaptation du Rouge et le Noir de Stendhal toujours sous la direction de Sergueï Guerassimov en 1976, où ses partenaires sont Nikolaï Eremenko et Natalia Bondartchouk. La même année sort La Légende de Till, d'après Till l'Espiègle où on la voit incarner Nèle.
Le spectateur occidental la découvre en 1981, dans Téhéran 43 d' Alexandre Alov et Vladimir Naoumov, dont l'intrigue s'articule autour de l'attentat à l'encontre de Winston Churchill, Joseph Staline et Franklin D. Roosevelt en 1943 lors de la conférence à Téhéran.
En 2010, la fille de Natalia Belokhvostikova et Vladimir Naoumov, la réalisatrice Natalia Naoumova, présente au Festival de Cannes Il neige en Russie, où sa mère apparaît dans l'un des premiers rôles aux côtés de Valery Zolotoukhine et Aleksandr Adabachyan.

## Filmographie
Cinéma
- 1965 : Cœur de mère (ru) (Сердце матери, Serdtse materi) de Marc Donskoï : Macha
- 1969 : Au bord du lac Baïkal (У озера) de Sergueï Guerassimov : Léna
- 1971 : Chante ta chanson, poète... (ru) (Пой песню, поэт…, Poï pesniou poet) de Sergueï Ouroussevski : Anna Sneguina
- 1976 : La Légende de Till l'Espiègle (Легенда о Тиле, Legenda o Tile) d'Alexandre Alov et Vladimir Naoumov : Nelle
- 1981 : Téhéran 43 (Тегеран-43) d'Alexander Alov et Vladimir Naumov : Marie / Nathalie
- 1990 : Sans droit au courrier (ru) (Десять лет без права переписки) de Vladimir Naoumov : Nina

Télévision
- 1976 : Le Rouge et le Noir (Красное и чёрное) de Sergueï Guerassimov d'après Stendhal : Mathilde de la Mole
- 1979 : Le Verre d'eau (Стакан воды, Stakan vody) de Youli Karassik d'après Eugène Scribe : Anne
- 1979 : Petites tragédies (ru) (Маленькие трагедии, Malenkie traguediï) de Mikhail Schweitzer d'après Alexandre Pouchkine : Dona Anna
- 1982 : La Princesse de cirque (en) (Принцесса цирка, Printsessa tsirka) de Svetlana Droujinina d'après Emmerich Kálmán : princesse Palinska

## Nominations et récompenses
- 1970 : meilleure actrice au Festival international du film de Karlovy Vary
- 1971 : prix d'État de l'URSS, pour le rôle dans le film Près du lac de Sergueï Guerassimov (1969)
- 1977 : artiste émérite
- 1984 : artiste du Peuple de la RSFSR
- 1985 : prix d'État de l'URSS, pour le rôle dans  Le Rivage d'Alexandre Alov et Vladimir Naoumov (1983)
- 2003 :  ordre de l'Honneur (Russie)
- 2006 : Ordre du Mérite pour la Patrie